# Враца (община)
43°15′00″ пн. ш. 23°32′00″ сх. д. / 43.25000° пн. ш. 23.53333° сх. д.
Враца (болг. Община Враца) — община у Болгарії. Входить до складу Врачанської області. Населення становить 73 894 особи (станом на 1 лютого 2011 р.). Адміністративний центр громади — однойменне місто.

## Склад громади
До складу громади входить 23 населених пункти:
1. Баниця
2. Белий Ізвор
3. Веслець
4. Вировсько
5. Власатиця
6. Враца
7. Вирбиця
8. Голямо-Пештене
9. Горно-Пештене
10. Девене
11. Згориград
12. Костелево
13. Лиляче
14. Лютаджик
15. Мало-Пештене
16. Мраморен
17. Нефела
18. Оходен
19. Паволче
20. Тишевиця
21. Три Кладенці
22. Челопек
23. Чирен